# Christine Schmitt
Christine Schmitt (Rostock, 26 de maio de 1953) foi uma ginasta alemã que competiu em provas de ginástica artística pela Alemanha Oriental.
Enquanto ginasta, os maiores arquivamentos de sua carreira foram uma medalha de prata olímpica, conquistada na prova por equipes na edição de Munique, em 1972, ao ser superada pela seleção soviética de Ludmilla Tourischeva e Olga Korbut, e dois pódios no Mundial de Liubliana, em 1970. Na ocasião, foi a medalhista de prata por equipes, novamente atrás do time soviético. Individualmente, saiu-se terceira colocada na prova da trave de equilíbrio, empatada com Larissa Petrik em prova vencida pela compatriota Erika Zuchold.